# Hôtel Martinez
Pour les articles homonymes, voir Martinez.

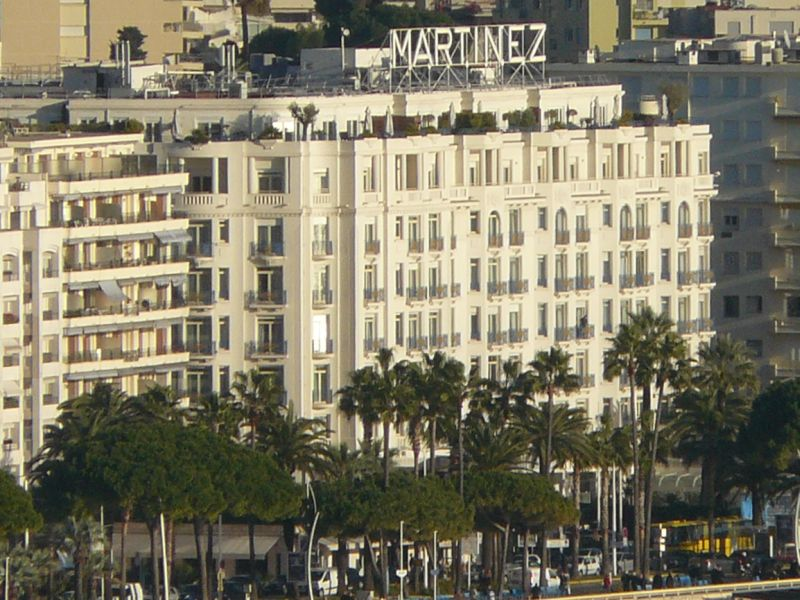
Le Martinez vu de la tour de la Castre.

L’hôtel Martinez est un hôtel de luxe de style Art déco, de 1929, situé sur le boulevard de la Croisette à Cannes sur la Côte d'Azur en France. Il est la propriété du groupe qatari Constellation Hotels Holdings.

## Histoire
C'est dans le contexte du développement par l'aristocratie anglaise des stations balnéaires en France, qu'est construite à la fin du XIXe siècle au 73 du boulevard de la Croisette une villa baptisée « La Coquette ». Cette habitation est rachetée en 1874 par le roi déchu François II de Bourbon des Deux-Siciles qui la rebaptise villa Marie-Thérèse, l'embellit, la rénove et l'agrandit.
Le 22 septembre 1927, Emmanuel Martinez rachète la villa Marie-Thérèse à Alphonse de Bourbon ainsi qu’un terrain attenant avec vue imprenable sur la baie. Il fait démolir la villa pour ériger le plus grand hôtel de la région, sept étages, une façade d’une centaine de mètres, bordée de deux ailes. L'hôtel est construit à partir du 1er décembre 1927 par l'architecte niçois Charles Palmero. La façade est ornée «  de marbre granit et mosaïque or et couleur  ». C'est l'architecte bordelais Pierre Veneuvot qui réalise la décoration intérieure. Le palace est inauguré le 17 février 1929 par son fondateur et propriétaire Emmanuel Martinez. L'ouverture se fait le 20 février 1929 sur deux étages seulement.
Pendant l'Occupation, le palace est en partie réquisitionné tour à tour par l'armée française, italienne et allemande. Fortement endetté, Emmanuel Martinez a des relations d'affaires durant six mois avec Mandel Szkolnikoff, intermédiaire des nazis qui veulent racheter des palaces français et en faire un grand groupe hôtelier sous le contrôle d'Hermann Göring. Il emprunte à Szkolnikoff 19 millions de francs en échange d’une remise en garantie d'une partie de ses actions, le remboursera à la fin de l'année 1943 et récupérera ses titres. À la Libération, Emmanuel Martinez est condamné par contumace à vingt ans de travaux forcés pour « collaboration avec l'ennemi », puis innocenté en 1949 par la cour d’appel de Lyon mais l'État a mis son hôtel sous séquestre, considérant qu'il l'a vendu à Szkolnikoff et qu'il est donc solidaire de la dette du Russe, soit 3,9 milliards de francs, avec un intérêt moratoire de 1 % par mois (jugement du  11 juillet 1945),,.
En 1973, plusieurs hôtels de prestige comme l'hôtel de Crillon, l'hôtel Lutetia, l'hôtel du Louvre à Paris avec l'hôtel Martinez sont réunis au sein de la filiale Concorde Hotels & Resorts de la Société du Louvre. En 1981, l'hôtel Martinez est vendu au groupe Taittinger pour 65 millions de francs. En 1988, l'hôtel est rénové et redécoré par la famille Taittinger et le groupe Concorde Hotels & Resorts.
Le bâtiment est inscrit à l'inventaire général du patrimoine culturel à compter du 8 février 2001.
Jusqu'en 2005, l'hôtel Martinez est la propriété de la Société du Louvre détenue par la famille Taittinger. En 2005, cette dernière est vendue au groupe américain Starwood Capital Group. En juin 2012, la presse indique que l'hôtel Martinez va être cédé, en plus du Palais de la Méditerranée à Nice, de l'hôtel du Louvre et du Concorde Lafayette, à des investisseurs du Qatar. La finalisation du rachat est annoncée officiellement le 1er février 2013. L'hôtel est désormais détenu par Constellation Hotels Holdings, une société de gestion basée au Luxembourg et contrôlée par des capitaux qatariens. Dans le même temps, la chaîne hôtelière américaine Hyatt est choisie comme exploitant. 
La fille d'Emmanuel Martinez, Suzanne Martinez-Kenny (mariée le 15 juillet 1941 à un membre des services secrets britanniques, Thomas Kenny, cofondateur du réseau de résistance Pat O’Leary), à laquelle l'État réclame 23 millions d'euros d'arriérés d'impôts pour apurer la dette Szkolnikoff (toujours effective en raison des intérêts moratoires), mène toujours un combat judiciaire et réclame 130 millions d’euros de dédommagement.
L'hôtel change de nom le 8 avril 2013 en Grand Hyatt Cannes Hôtel Martinez. Fermé d'octobre 2017 à mars 2018, après une rénovation complète, l'hôtel intègre la collection Unbound du groupe Hyatt et reprend son nom originel « Hôtel Martinez ». L’architecte d’intérieur Pierre-Yves Rochon a transformé les espaces communs et les 409 chambres de l’hôtel en mêlant art déco et luxe contemporain. « La Plage du Martinez », a rouvert en avril 2019 après une rénovation totale durant l’hiver 2018 par ce même architecte dans la continuité de la nouvelle identité de l’hôtel, elle adopte un esprit yachting dans un décor blanc et bleu aux touches de bois.
En 2020, l'hôtel Martinez amorce la troisième phase de ses travaux, avec le ravalement de la façade nord, la création d'un Jardin de la tranquillité, d'un spa, d'un couloir de nage et la rénovation de la suite Penthouse de 1250 m² au 7e étage en hommage à Isabelle Huppert et Thierry Frémaux. L'hôtel en profite aussi pour rajouter deux suites et se déployer sur 410 chambres.
En novembre 2022, Michel Cottray est nommé directeur général de l'hôtel Martinez. 

## Situation

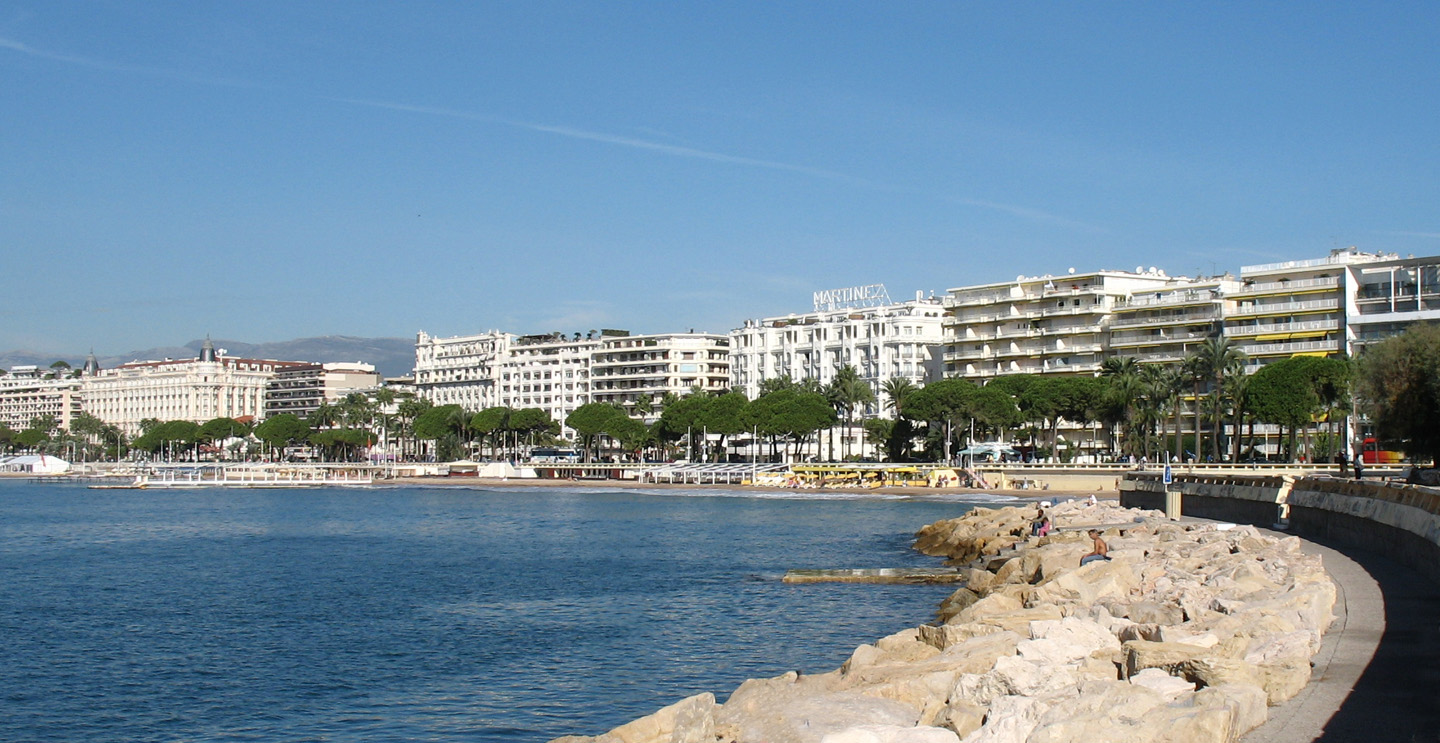
La Croisette et l'hôtel Martinez au centre.

L'hôtel Martinez est situé à Cannes sur le boulevard de la Croisette face à la baie de Cannes et à la Méditerranée. 
Il est à 25 km de l’aéroport de Nice par la route du bord de mer, à 1 km (5 min) de la gare de Cannes et à 500 m du palais des Festivals. 
L'Hôtel Martinez se situe à 11 km d'Antibes, à 19 km de Grasse, à 56 km de Monaco et à 75 km de Saint-Tropez[pas clair].
Il a pour prestigieux voisins sur le boulevard de la Croisette les hôtels Carlton, Majestic et JW Marriott Cannes.

## Caractéristiques
- L'hôtel Martinez fait partie du groupe hôtelier Hyatt.
- 409 chambres dont 99 suites avec balcon et vue sur la Méditerranée pour la plupart, 2 appartements-terrasse de 500 m2 chacun et la « suite des Oliviers » avec son jacuzzi privatif. Chambres meublées style années 1930[réf. nécessaire].
- Restaurant gastronomique La Palme d’Or (chef des cuisines : Jean Imbert)
- 2 autres restaurants : Le Sud et son jardin et La Plage du Martinez
- Plage privée de sable blanc : « La Plage du Martinez »
- 15 salons prestigieux de 2 500 m2 modulables de 15 à 1 000 personnes  pour organiser des conférences, réceptions, cocktails, soirées de gala
- Bar Le Sud et Bar de la Plage du Martinez.
- Boutiques, portier/chasseur, coffre-fort…
- Certification : Green Globe (depuis 2010)[15]

## Gastronomie
En mai 2023, le départ du chef Christian Sinicropi est annoncé. Un nouveau chef prend les commandes des cuisines, Jean Imbert.
La Palme d’Or
Le restaurant met à l'honneur une cuisine gastronomique autour du poisson et de la mer. Le décor dans l’esprit d’un yacht vintage est signé Rémi Tessier agrémenté d'affiches de films et d'une multitude objets chinés en référence au 7e Art.
La Plage du Martinez
Le menu proposé au restaurant est porté par des références fortes à la French Riviera. Une cuisine ancrée avec les producteurs locaux et des produits de saisons. Le Bar propose un choix de cocktails et de boissons. L'espace balnéaire met à disposition des matelas sur le sable et le ponton (avec suppléments). Activités de sports nautiques en saison.
Le Sud Lobby Bar & Restaurant
Lieu versatile, ouvert du matin jusque tard dans la nuit. Le Sud est une invitation au voyage qui s’illustre par une cuisine aux influences méditerranéennes et une carte éclectique de cocktails.

## Événements

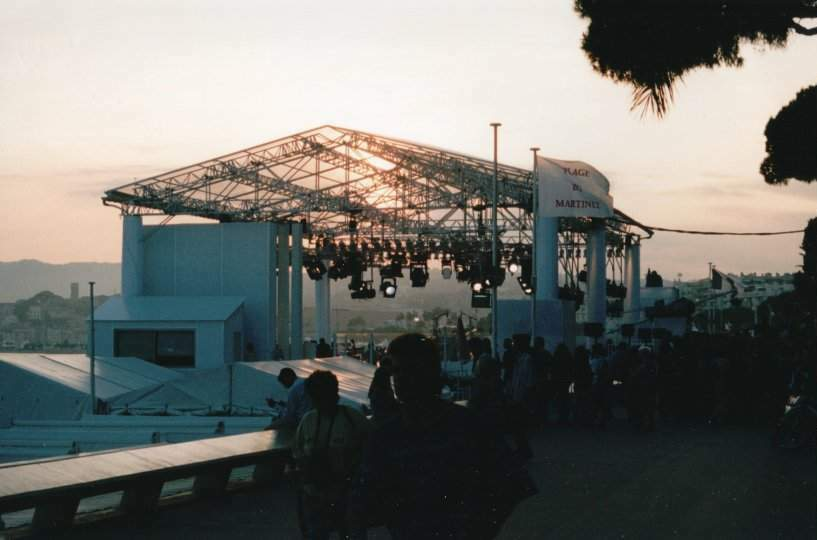
Plateau de télévision Canal+ sur la plage de l'hôtel Martinez tous les ans pendant le Festival de Cannes.

Pendant le Festival de Cannes, l'hôtel Martinez est l'un des palaces fréquentés par les stars françaises et internationales du cinéma, dont Coluche les deux dernières années de sa vie,,. Des années 1990 à 2015, le plateau de télévision de Canal+ « Spéciale festival de Cannes » est installé, pendant la période du festival, sur la plage privée de l'hôtel,.

## Au cinéma
- Le Porte-veine (1937)
- La Cité de la peur (1994)
- Alibi.com (2017)